# Îles de la Fortune
Ne doit pas être confondu avec Île de la Fortune, Îlet Fortune ou Îles Fortunées.
Les îles de la Fortune sont un groupe de trois îlots isolés de l'océan Indien, situés à l'ouest au large de la Grande Terre des îles Kerguelen dans les Terres australes et antarctiques françaises (TAAF).

## Géographie

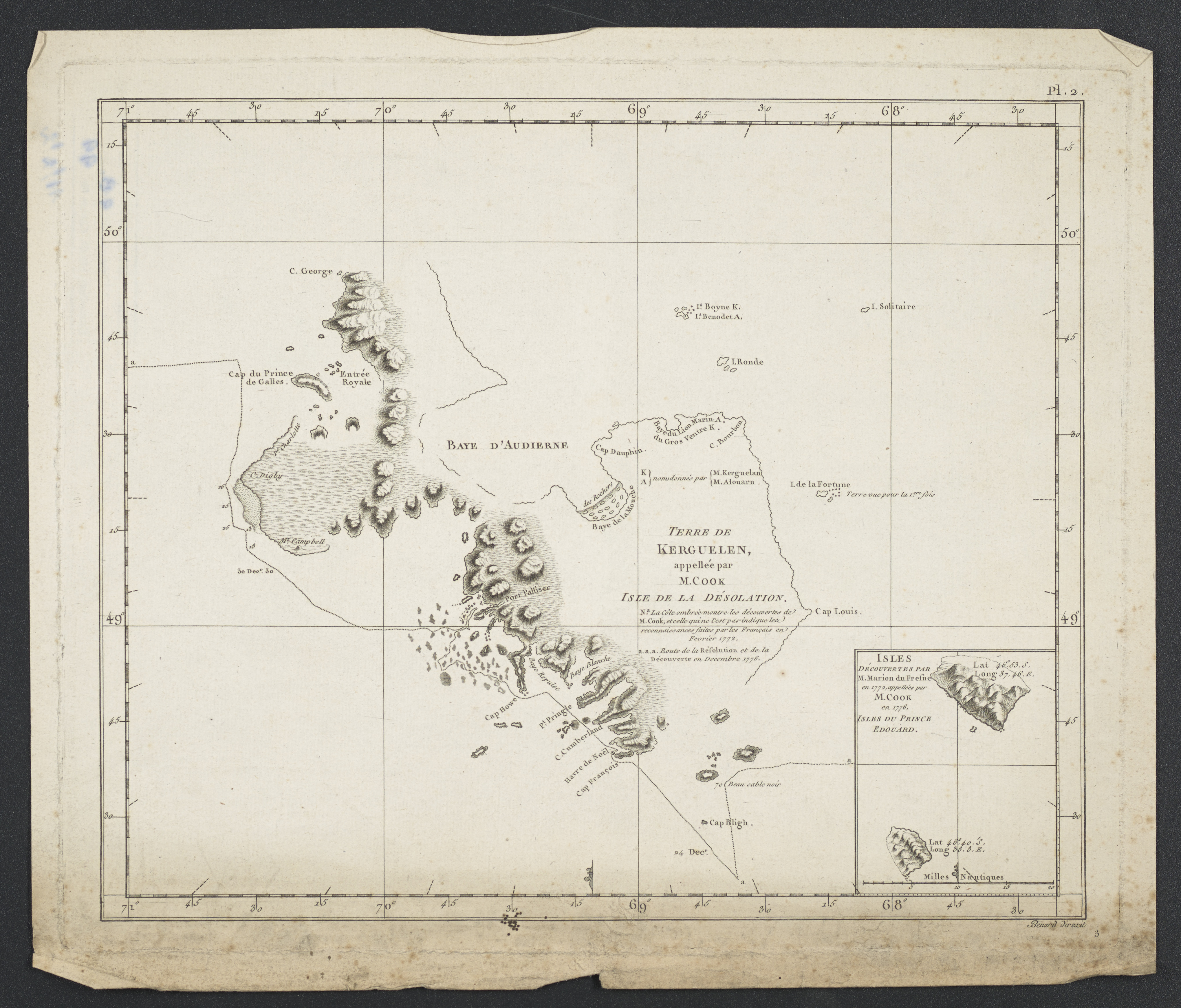
Carte de James Cook de 1784 sur laquelle figurent, sous leur nom, les îles de la Fortune (à droite au centre) avec la mention Terre vue pour la 1ère fois.

Les trois îlots et affleurements proches constituant les îles de la Fortune sont situés à 28 km à l'ouest du cap Poincaré de la péninsule Rallier du Baty au sud-ouest de la Grande Terre. D'une superficie inférieure à 4,3 ha, ils culminent à 48 m d'altitude.
Découverts le 12 février 1772, lors du premier voyage d'Yves de Kerguelen aux « Îles de la Désolation », ils doivent leur nom à celui de La Fortune, l'une des flûtes de l'expédition qui les aborde comme les premières terres australes approchées – l'escadre ayant dû rester au large de la Grande Terre – dans le futur archipel des Kerguelen. Elles figurent sous ce nom sur la carte de Rosily (1772-1774) et sur la carte de Cook (1784).